# Géza Szilvay
Géza Ellák Jenő Szilvay, född 13 september 1943 i Budapest, är en ungersk-finländsk violinist och violinpedagog. Han är bror till Csaba Szilvay och fader till Réka Szilvay. 
Efter diplomexamen i violin 1966 vid Béla Bartók-konservatoriet i Budapest studerade Szilvay även stats- och rättsvetenskap och avlade doktorsexamen 1970. Han flyttade till Finland 1971, och anställdes som violinlärare vid Östra Helsingfors musikinstitut, var dess rektor från 1984. Från 1978 var han även anställd vid Sibelius-Akademin som violinlärare och ledare för ungdomsorkestern. 
Szilvay blev känd för en större allmänhet på 1980-talet genom tv-serien Viuluviikarit musiikkimaailmassa, där en grupp elever undervisades enligt Colourstrings-metoden, som bröderna Szilvay utvecklat enligt ungerska musikpedagogiska principer. Bland and Pekka Kuusisto, Jan Söderblom och Linda Lampenius märks bland de medverkande eleverna. Ur Östra Helsingfors musikinstitut utgick stråkorkestern Helsingin juniorijouset (Helsinki Junior Strings), som under ledning av Szilvay har konserterat över hela Europa samt i Asien och gjort uppmärksammade skivinspelningar.